# Dendrophthora
Genre
Classification APG III (2009)
Dendrophthora est un genre de plantes dicotylédones, de la famille des santalaceae originaire des régions tropicales d'Amérique. Toutes ces espèces sont des parasites poussant sur la tige de leur plante hôte. En Équateur, il existe de nombreuses espèces de dendrophthora, toutes originaires de la zone andine du pays où elles croissent entre 1000 et plus de 4000m d'altitude, dans des climats allant de subtropical (forêt humide de montagne) à froid (Páramo). 

## Liste d'espèces
Selon NCBI (8 oct. 2010) :
- Dendrophthora clavata
- Dendrophthora costaricensis
- Dendrophthora domingensis
- Dendrophthora guatemalensis
- Dendrophthora opuntioides
- Dendrophthora squamigera

Selon ITIS (8 oct. 2010) :
- Dendrophthora domingensis (Spreng.) Eichl.
- Dendrophthora flagelliformis (Lam.) Krug & Urban
- Dendrophthora serpyllifolia (Griseb.) Krug & Urban